# Albert Jorquera
Albert Jorquera, né le 3 mars de 1979 à Bescanó, Catalogne, Espagne, est un joueur de football espagnol qui joue au poste de gardien de but.

## Biographie
Jorquera a commencé à jouer pour l'école du Barça (La Masia) en 1994, puis avec le FC Barcelone C en 1998 et le FC Barcelone B. Il est ensuite prêté par le Barça à l'Asociación Deportiva Ceuta et au Club Esportiu Mataró en deuxième division avant de se faire une place dans l'équipe B. 
Il a disputé son premier match en Liga contre l'Athletic Bilbao le 17 janvier 2004. Le score fut de 1-1. Durant la saison 2005-06, Jorquera a remplacé Víctor Valdés dans certaines rencontre de Liga et a disputé tous les matchs de Coupe du Roi.
Il fait ses débuts en Ligue des champions le 7 décembre 2005 contre l'Udinese à Udine avec une victoire 0-2.
Le 25 août 2009, Jorquera et le FC Barcelone arrivent à un accord pour mettre un terme au contrat qui liait le joueur au club. Jorquera joue pendant une saison avec Gérone en deuxième division puis met un terme à sa carrière de joueur.
Il devient ensuite l'entraîneur des gardiens de l'UE Llagostera.
Le 24 octobre 2017, il devient entraîneur-assistant de Gabri au FC Sion.

## Palmarès
Avec le FC Barcelone :
- Champion d'Espagne en 2005, 2006 et 2009.
- Vainqueur de la Supercoupe d'Espagne en 2005, 2006 et 2009.
- Vainqueur de la Ligue des champions en 2006 et 2009.